# Erfpacht
Erfpacht is een zakelijk recht dat een persoon de bevoegdheid geeft om een onroerende zaak die van iemand anders is, zoals bouwgrond in bezit van de gemeente, te houden en te gebruiken. De persoon aan wie dit recht gegeven wordt, wordt ook wel de erfpachter genoemd. Vaak moet de erfpachter maandelijks of jaarlijks betalen om dit recht te behouden. Deze betaling wordt ook wel de canon genoemd.
In het Nederlandse Burgerlijk Wetboek wordt erfpacht officieel gedefinieerd als "een zakelijk recht dat de erfpachter de bevoegdheid geeft eens anders onroerende zaak te houden en te gebruiken."
Erfpachtrecht is na eigendom het meest omvattende gebruiks- of genotsrecht wat onroerende zaken betreft. Omdat bij erfpacht de onroerende zaak niet eigendom is van de erfpachter, worden bouwwerken of beplanting automatisch bezit van eigenaar van de onroerende zaak, en dus niet de erfpachter. Dit wordt ook wel natrekking genoemd. Om dit te voorkomen, wordt erfpacht vaak gevestigd in combinatie met het recht van opstal, wat de erfpachter het recht geeft om bijvoorbeeld gebouwen op andermans grond toch zelf in eigendom te hebben, en dus een uitzondering te maken op de natrekkingsregels.

## Geschiedenis
Reeds 300 jaar v. Chr. kenden de Grieken een soort erfpachtrecht (Grieks: ἐμφύτευσις; Latijn: emphyteusis) voor zowel onontgonnen als ontgonnen grond. Dit recht ging over op kinderen of op anderen die bij testament benoemd werden. Bij gebrek aan kinderen en testament eindigde het recht. Voor woeste grond betaalde men weinig of niets maar had men ontginningsplicht. Voor gecultiveerde grond betaalde men meer. Vanaf ongeveer 200 n. Chr. komt het erfpachtrecht voor in het Romeinse recht.

## Hoofdlijnen
De erfpachter heeft in economische zin een positie die nagenoeg gelijk is aan de positie van de grondeigenaar. Hij mag de grond in erfpacht voorzien van een opstal en de erfpachter heeft het recht het erfpachtrecht, inclusief de opstal, te verkopen.
Voor de erfpacht betaalt de erfpachter aan de grondeigenaar (bij erfpacht vaak de blote eigenaar genoemd) jaarlijks een bedrag, de canon. In de praktijk komt het overigens vaak voor dat de canon in één keer voor de gehele looptijd van de erfpacht wordt afgekocht.
Erfpacht wordt vaak verleend voor een bepaalde tijd; 49 en 99 jaar komen het meeste voor. Door de lange looptijd kan een vaste canon geleidelijk relatief laag worden. Hoe lager de canon en hoe langer de resterende looptijd, hoe waardevoller het recht van erfpacht. In de praktijk wordt de erfpacht verlengd als de looptijd is verstreken, maar de canon kan aanzienlijk hoger worden. De grondeigenaar kan zo uiteindelijk profiteren van de waardestijging van de grond.
Oorspronkelijk komt het recht van erfpacht voor in de landbouw, waar het nu ook nog veel wordt toegepast als agrarische erfpacht. Deze erfpachtovereenkomsten worden aangeboden door particuliere en institutionele beleggers in landbouwgrond.

## België
Erfpacht is in België een zakelijk gebruiksrecht.
Het oud Burgerlijk Wetboek kende geen erfpacht, het werd geregeld in twee wetten:
- de wet van 10 januari 1824 over het recht van erfpacht;[noot 1]
- de wet van 14 mei 1955 betreffende de erfpachten.

De wet van 4 februari 2020 houdende boek 3 "Goederen" van het Burgerlijk Wetboek integreert deze twee wetten en vormt een modernisering voor de erfpachtwet in de artikelen 3.167-176. Art. 3.168 bepaalt dat het erfpachtrecht door zowel de grondeigenaar als de beperkt gerechtigde gevestigd kan worden. Art. 3.169 bepaalt dat de minimumduur verlaagd wordt naar 15 jaar en maximaal 99 jaar bedraagt en dat deze mits akkoord van beide partijen hernieuwd kan worden. Nieuw is dat het erfpachtrecht eeuwigdurend kan zijn mits de erfpacht geaffecteerd wordt tot het openbaar domein. Ook is een canon (een vergoeding voor de erfverpachter) niet langer verplicht.
De wet van 1824 definieert het erfpachtrecht als volgt: "Erfpachteregt is een zakelijk regt om het vol genot te hebben van een aan eenen anderen toebehoorend onroerend goed, onder gehoudenis om aan laatstgemelden, als eene erkenenis van deszelfs eigendom, eene jaarlijksche pacht te voldoen, het zij in geld, het zij in voortbrengselen of vruchten" (art. 1, eerste lid Erfpachtwet 1824). Deze vergoeding moet periodiek zijn, maar dat hoeft niet noodzakelijk jaarlijks, zoals nochtans de wet voorschrijft. De vergoeding die de erfpachter moet betalen noemt men de canon. De wet van 1955 voorziet in een systeem waarbij de canon erfpachten afgesloten voor 1955 kan worden verhoogd om inflatie tegen te gaan (art. 1 Erfpachtwet 1955).
In tegenstelling tot Nederland heeft de erfpachter in België van rechtswege een opstalrecht voor de duur van de erfpacht.
Erfpacht heeft een minimumduur van 27 jaar en een maximumduur van 99 jaar (art. 2 Erfpachtwet 1824).
Erfpacht kan enkel gevestigd worden op onroerende goederen, zoals bijvoorbeeld gronden, woningen en appartementen. Het erfpachtrecht geeft de erfpachter de mogelijkheid om gedurende de periode van de erfpacht de onroerende goederen te benutten in de ruimste zin van het woord (hypotheek, schenking en dergelijke meer) (art. 3 Erfpachtwet 1824).
De erfpacht wordt notarieel vastgelegd in een officiële akte door een notaris. Om tegenwerpelijk te zijn aan derden moet de titel worden overgeschreven op het bevoegde kantoor van de Algemene Administratie van de Patrimoniumdocumentatie (art. 1, tweede lid Erfpachtwet 1824 en art. 1 Hypotheekwet van 16 december 1851 (Hyp.W.)).
In geval de erfpachter merkelijke schade toebrengt aan het goed of in geval hij grovelijk misbruik maakt van zijn erfpachtrecht, kan hij van zijn erfpachtrecht vervallen worden verklaard door de rechter (art. 15 Erfpachtwet 1824). De erfpachter kan aan deze vervallenverklaring ontsnappen als hij de schade herstelt en naar de toekomst toe voldoende verzekering geeft aan de grondeigenaar van het goed (art. 16 Erfpachtwet 1824).
Erfpacht komt vaak voor de in de openbare sector met als bedoeling historische panden in stand te kunnen houden. Veelvoorkomende gevallen zijn: begijnhoven of oude pastorijwoningen. In de private sector kan erfpacht de mogelijkheid bieden om onroerende goederen aan een lagere prijs op de markt te brengen, gezien het grondaandeel hier niet mee verkocht wordt.
Erfpacht is fiscaal voordeliger dan het hebben van eigendom. De registratierechten op erfpacht worden door de wet bepaald op 2% berekend op de erfpachtcanon, terwijl bij verkoop de registratiebelasting 10% bedraagt. De jaarlijkse vergoeding is volledig aftrekbaar voor de personenbelasting.

## Duitsland
Erfpachtcontracten zijn in Duitsland bij wet verboden. Er bestaat wel een Erbbaurecht maar dat vertoont een veel grotere gelijkenis met het recht van opstal.

## Frankrijk
Volgens het decreet van 18-29 december 1790 waren tijdelijke erfpachten toegestaan, voor zover die niet langer dan 99 jaar duurden en voor zover niet meer dan drie generaties betrokken waren (art. 1 Decreet van 18-29 december 1790). Het recht van erfpacht (bail emphytéotique) werd pas in 1902 geregeld (art. 451-12 C.Rur.P.M.) Vanaf dan konden erfpachten gevestigd worden voor een duur van 18 maanden tot 99 jaar. Door een wet van 1964 werd de bail à construction ingevoerd (wet nr. 64-1247 van 16 december 1964).

## Nederland
In Nederland is erfpacht geregeld in titel 7 van boek 5 van het Nederlandse Burgerlijk Wetboek. De wettelijke definitie bevat drie van de vier essentiële kenmerken van het erfpachtrecht:
1. Erfpachtrecht heeft betrekking op een onroerende zaak.
2. De erfpachter heeft het genot van de zaak die hij in erfpacht heeft als ware hij eigenaar.
3. De erfpachter staat wat betreft het recht in relatie tot een hoofdgerechtigde, welke relatie nader omschreven is in de akte van vestiging.

Het vierde essentiële kenmerk bevat de (beperkte) beschikkingsmacht de zaak te kunnen vervreemden en bezwaren.
In veel gevallen worden erfpachten gekwalificeerd geïndexeerde geldleningen, waardoor fiscale voordelen ontstaan. In de provincie Groningen bestaat nog een variant waarbij sprake is van een eeuwigdurend recht van erfpacht, het recht van beklemming.
Later werd het recht ook gehanteerd door een aantal gemeentes. Deze wilden op deze wijze invloed kunnen uitoefenen op de ontwikkeling van hun gemeente. Door bouwkavels uit te geven in erfpacht en niet in eigendom profiteert de gemeente van de waardestijging.
Volgens het IMF (2008) zijn de huizenprijzen in Nederland 30 procent te hoog. Er worden steeds vaker constructies aangeboden waarbij een woning die eerst te koop stond met eigen grond, nu met een lagere prijs te koop staat, maar met een canon van bijvoorbeeld 200 of 300 euro per maand. Het gaat hierbij vaak om particuliere erfpacht of erfpacht bij gespecialiseerde commerciële bureaus. De Nederlandse banken zijn terughoudend wat betreft het verstrekken van hypotheken voor huizen op erfpacht. De lastige wederverkoopbaarheid en onzekerheid over een stabiele canon zijn daar debet aan. Vooralsnog is de canon wel fiscaal aftrekbaar.
Banken hanteren sinds 2010 strengere regels bij het verstrekken van hypotheken op woningen op particuliere erfpacht. Alleen nieuwe erfpachtcontracten uitgegeven vanaf 1 januari 2013 voor onbepaalde tijd komen nog in aanmerking voor een hypotheek. Deze contracten moeten wel voldoen aan de "bancaire richtlijn financiering erfpachtrechten" van de Nederlandse Vereniging van Banken. Contracten voor bepaalde tijd, bijvoorbeeld 30 of 49 jaar, vallen hier niet onder, bestaande contracten voor bepaalde tijd uitgegeven voor 1 januari 2013 komen wel voor hypothecaire financiering in aanmerking, mits de voorwaarden voldoen aan de criteria voor financierbaarheid van de Nederlandse Vereniging van Banken. Banken hebben hiertoe besloten omdat ze vrezen dat de grondeigenaar forse verhogingen doorvoert waardoor er betalingsproblemen van de erfpachter ontstaan. Eigenaren van woningen op erfpacht die hun huis willen verkopen lopen steeds vaker tegen deze beperking aan. Het huis blijkt in veel gevallen onverkoopbaar doordat nieuwe aspirant-kopers de financiering niet rond krijgen.
De Nederlandse gemeenten die vasthouden aan hun erfpachtstelsel doen dat mede om grondspeculatie tegen te gaan en de waardestijging van de grond aan de gemeenschap (de gemeente) ten goede te laten komen.
De volgende gemeenten in Nederland hanteren een erfpachtsysteem:
- Amsterdam[8] De gemeente Amsterdam heeft sinds 1 juli 2016 naast tijdelijke en voortdurende erfpacht, ook eeuwigdurende erfpacht.[9]
- Diemen
- Hendrik-Ido-Ambacht
- Utrecht
- Vlaardingen (nieuwe regels in 2013)

Deze gemeenten stappen af van het erfpachtsysteem en bieden de grond grotendeels te koop aan:
- Alkmaar
- Arnhem
- Binnenmaas (Update: 2014 (Alleen voor agrarische grond))
- Delft
- 's-Hertogenbosch
- Den Helder
- Eindhoven
- Dordrecht
- Gouda
- Groningen
- Haarlem
- Harlingen
- Leiden[10]
- Leeuwarden
- Maastricht
- Middelburg
- Nijmegen
- Purmerend
- Rotterdam
- Schiedam
- Spijkenisse
- Terneuzen
- Zaanstad
- Zandvoort (update: 2010)
- Zwolle

Den Haag voerde per 1 april 2008 een nieuw stelsel van erfpacht en eigendom in. De eigenaren kunnen hun grond tegen 5 procent van 55 procent van waarde van de bebouwde grond kopen om de eeuwigdurende erfpacht in eigendom om te zetten. Voor grotere kantoorgebouwen en bedrijfsgebouwen die ruimte vanaf 100 m² hebben en gebieden die nog geen actuele bestemming hebben blijft de erfpacht van kracht.

## Noorwegen
Voor de invoering van de erfpachtwet in 1976 was de situatie in Noorwegen vergelijkbaar met de situatie in Nederland. Noorwegen probeerde met de invoering van de nieuwe wet de zwakkere contractspartijen beter te beschermen en daarmee de contractvrijheid in evenwicht te brengen. Aanleiding waren de vele bezwaren van erfpachters tegen de aanzienlijke canonstijgingen ten gevolge van de stijging van de grondwaarden. De goederenrechtelijke regels ten aanzien van erfpacht zijn in Noorwegen in algemene wetten geregeld. De bedoeling van de wet van 1976 was om de rechtsverhouding erfpachter en erfverpachter in een afzonderlijke wet te regelen. In 2012 moest de wet als gevolg van een uitspraak van het Europees Hof voor de Rechten van de Mens aangepast worden omdat men met de bescherming van de erfpachter te ver doorgeschoten was.
In 2017 werd tijdens Kamervragen over erfpacht in Amsterdam door de leden Erik Ronnes en Joba van den Berg tevergeefs verwezen naar deze uitspraak.

#### Voor België
- M.E. Storme, Erfpacht en opstal, KU Leuven
- Richard van de Crommert en Barbara Sanders, "Gegijzeld in eigen huis door erfpacht", De Telegraaf, 14 maart 2011.